# Louesme
Louesme település Franciaországban, Côte-d’Or megyében. Lakosainak száma 113 fő (2022. január 1.). Louesme Veuxhaulles-sur-Aube, Vanvey, Voulaines-les-Templiers, La Chaume, Courban és Maisey-le-Duc községekkel határos.

## Népesség
A település népességének változása:
| Lakosok száma | 155  | 124  | 121  | 115  | 105  | 104  | 106  | 113  | 116  | 113  |
|               | 1968 | 1982 | 1990 | 2006 | 2013 | 2015 | 2017 | 2019 | 2020 | 2022 |